# Dipse
Dipse (románul: Dipșa, németül: Dürrbach, helyi szász nyelvjárásban Dirbâχ) falu Romániában, Erdélyben, Beszterce-Naszód megyében.

## Nevének eredete
Magyar és román neve a Gibárt név szláv alakváltozatából való, míg német nevének jelentése 'kiszáradt patak'. Először 1332–35-ben Gypsa és Guypsa, majd 1441-ben Dypse formában említették.

## Fekvése
Besztercétől 20 kilométerre délre, a Besztercét Szászrégennel összekötő 15A út mentén fekszik.

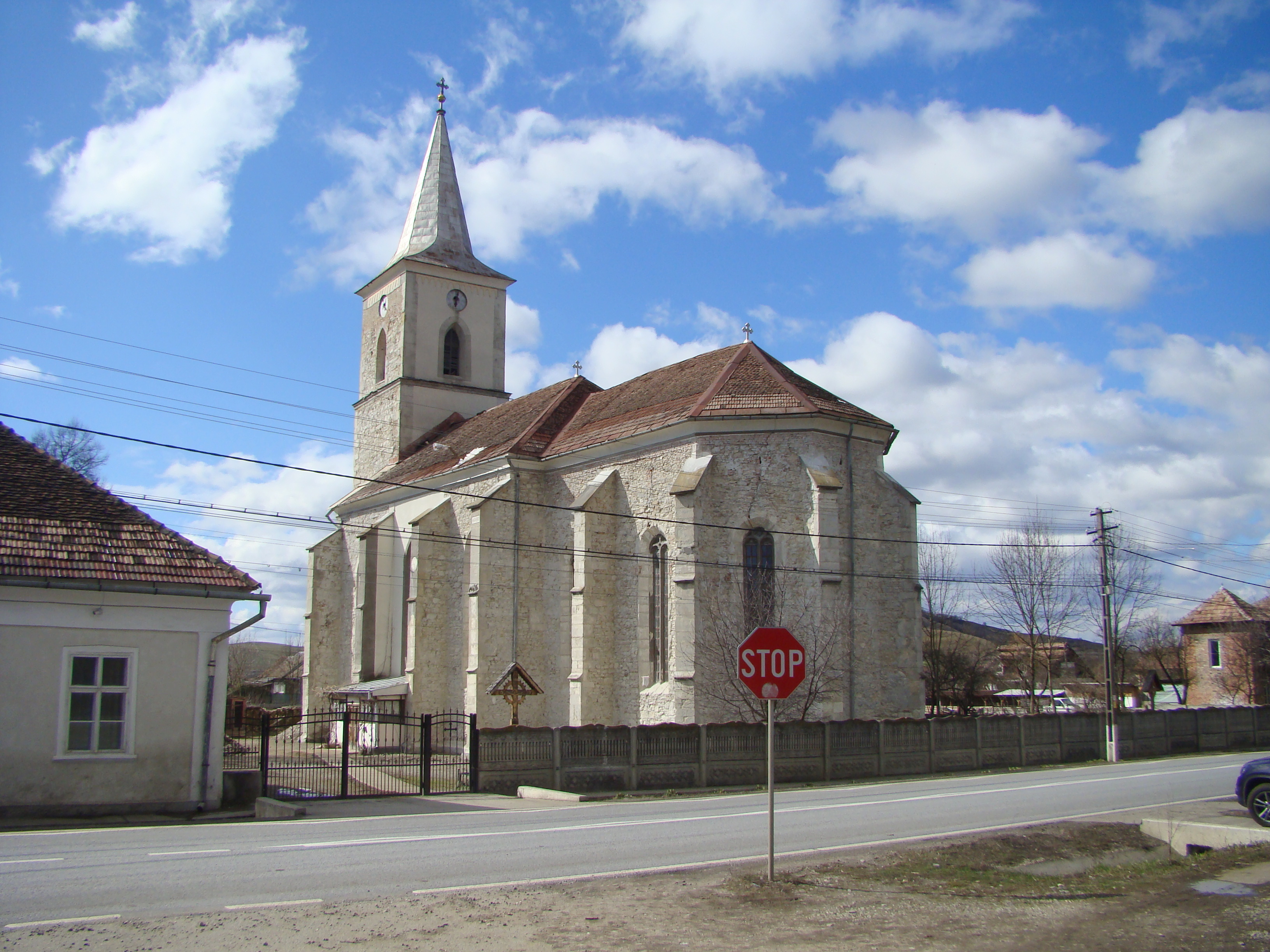

## Népesség
- 1713-ban 27 szász és négy román család, 1750-ben 36 szász és 17 román család lakta.
- 1850-ben 712 lakosából 619 volt szász, 57 cigány és 34 román nemzetiségű; 637 evangélikus és 74 görögkatolikus vallású.
- 1910-ben 684 lakosából 415 volt német, 188 román és 70 cigány anyanyelvű; 455 evangélikus, 160 ortodox, 45 görögkatolikus és 12 zsidó vallású.
- 2002-ben 868 lakosából 805 vallotta magát román és 59 cigány nemzetiségűnek; 785 ortodox, 69 pünkösdi és 21 adventista vallásúnak.

## Története
Beszterce vidéki szász falu volt. 1332-ben 64 tűzhelyből állt. Basta fosztogató zsoldosai 1602-ben elpusztították. 1642-ben tizenkét családfőt számlált, 1766-ban szász evangélikus egyházközségét 269 felnőttel írták össze. Román lakóit, kilenc családot, 1765-ben Naszód vidékére költöztették. A szászok házai 1837-ben – Szentiváni Mihály szerint – kőből, szalmafedéllel épültek, némelyikük kő oszlopokon álló tornáccal. Egy nagy szobából és egy kamrából álltak. 1876-ban Beszterce-Naszód vármegyéhez csatolták. 1907-ben kisközségből nagyközséggé alakult. A front közeledésekor, 1944. szeptember 12-én a Wehrmacht evakuálta szász lakosságát. Helyükre a román hatóságok 1945 tavaszán harminc családot telepítettek be Albák környékéről, 25-öt pedig Nagy- és Kisrebráról. Körülbelül nyolcvan szász lélek 1945 júniusa és 1946 eleje között visszatért, ők az 1960-as évektől nyugatra emigráltak.

## Látnivalók
- Ortodox (1977-ig evangélikus) temploma 1482 és 1500 között épült, késő gótikus stílusban. A 16. században várfallal vették körül, amely nem maradt fenn. Mai boltozata az 1751-ben a templomot pusztító tűzvész után épült. A templom érdekessége a homlokzat disznót ábrázoló mélydomborműve. A legenda szerint a templomot azon a helyen építették, ahol egy disznó egy arannyal teli erszényt ásott ki.

## Híres emberek
- Dipsei szász családból származott Dipsei Szabó István nagyenyedi történetíró.
- Itt született 1942-ben Martin Fabi kanadaifutball-játékos.